# Airisto Segelsällskap
Airisto Segelsällskap i Åbo r.f. (ASS) är ett finlandssvenskt segelsällskap med Åbo som hemort. Sällskapet grundades 1865 och därmed det tredje äldsta i Finland. Kansliet finns i Gillesgården i Åbo centrum. Klubbhamn med klubbhus finns på Beckholmen på Hirvensalo, invid farleden in till Åbo hamn. I klubbhuset verkar sommarcaféet och restaurangen Terrassen Mat & Bar.